# Economisch liberalisme

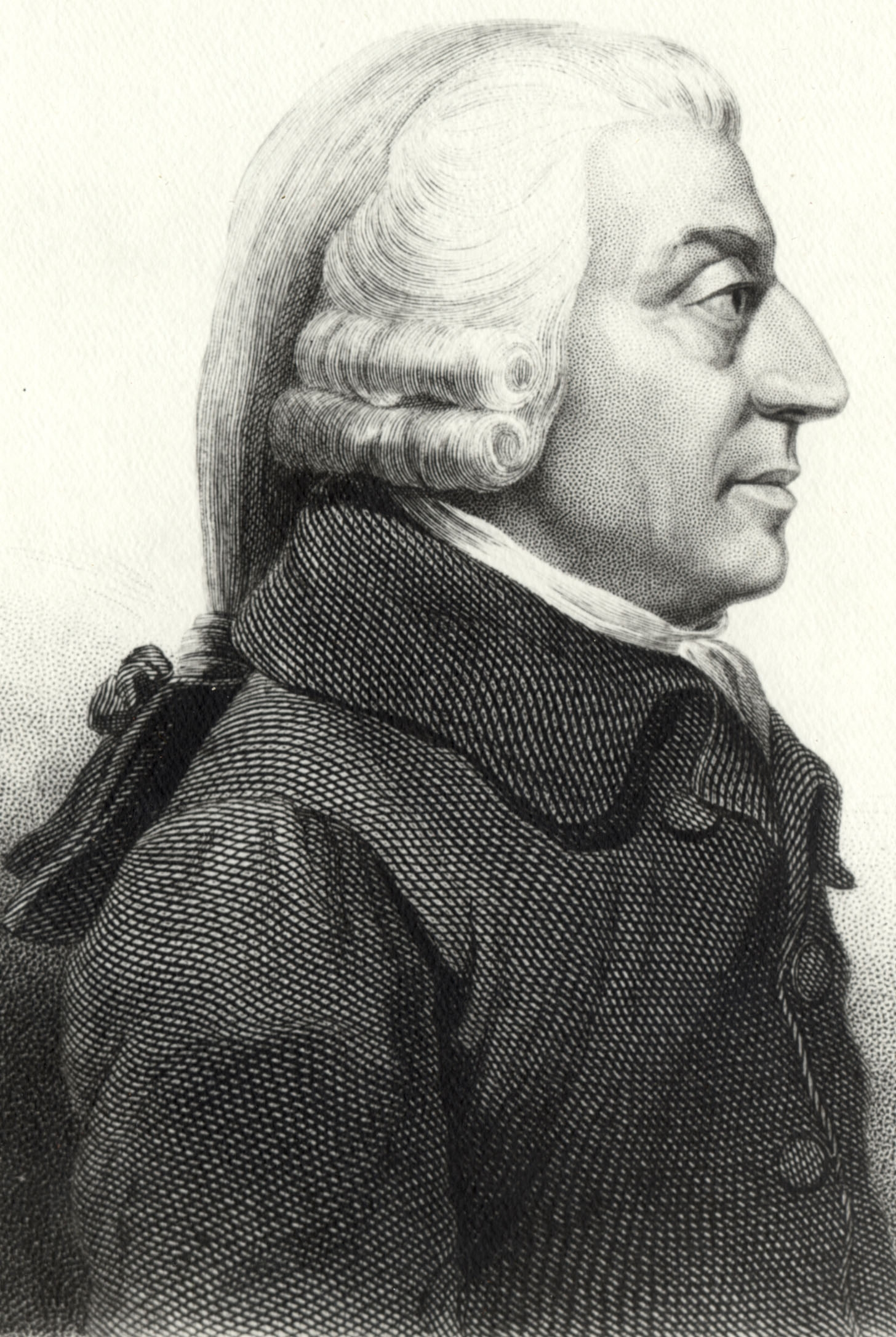
Adam Smith

Economisch liberalisme is de erkenning van het recht op vrije economische activiteit en vrij economisch verkeer, gebaseerd op particulier bezit en marktmechanismen. 
Het liberalisme stelt de individuele vrijheid centraal, ook op economisch vlak. Het individu moet bijgevolg vrij zijn om economisch initiatief te nemen, want het nastreven van eigenbelang is de motor van de welvaart van de hele samenleving.
Het private initiatief moest zich dus maximaal kunnen ontplooien. De staat moest daartoe een ondersteunende rol spelen: zo weinig mogelijk belemmeringen (tollen en taksen), normen en wetten, en vooral, zo min mogelijk belastingen, die het ondernemerschap zouden kunnen ontmoedigen.
Dat dit niet in het belang van de kleine man was, zou spoedig blijken: uitbuiting in de 19e eeuw was schering en inslag. 
De markt zou zichzelf regelen zonder inmenging van de overheid, want het mechanisme van de vrije concurrentie zou uitwassen onmogelijk maken.
Deze definitie is echter tamelijk ruim; hieruit volgt namelijk ook dat de tamelijk centraal gestuurde economieën van bijvoorbeeld India als liberaal beschouwd mogen worden. Aan een wat radicalere definitie zou daarom misschien moeten worden toegevoegd dat de overheid zich zo min mogelijk dient te bemoeien met economische processen. In deze vorm zou dit betekenen dat economisch liberalisme samenvalt met kapitalisme.
Zowel conservatieve als sociaaldemocratische politici hebben (voor een deel) een economisch-liberale agenda. Op het vlak van de persoonlijke vrijheid onderscheiden ze zich vaak van liberalen of in de mate van nivellering.
Een van de eerste mensen die deze stroming beschreef en nastreefde was Adam Smith. In zijn boek The Wealth of Nations legde hij uit dat in een marktgeleide economie het gebruik van productiefactoren het efficiëntst is en rechtvaardiger.
extreemlinks · radicaal-links · links · centrum · rechts · radicaal-rechts · extreemrechts 

confessionalisme · christendemocratie · conservatisme · neoconservatisme · paleoconservatisme · islamisme

liberalisme · klassiek liberalisme · economisch liberalisme · conservatief-liberalisme · progressief liberalisme · neoliberalisme · libertarisme · groenliberalisme · geoïsme

anarchisme · syndicalisme · feminisme · ecologisme · ecofascisme · agrarisme · progressivisme 

marxisme · communisme · trotskisme · leninisme · stalinisme · maoïsme · socialisme · sociaaldemocratie · communitarisme

populisme · fortuynisme · solidarisme · nationalisme · linksnationalisme · fascisme · nationaalsocialisme